# Bicuiba
Bicuiba é um género botânico pertencente à família Myristicaceae. Também é conhecida como nóz moscada brasileira, bucuuvaçu e bicuiba de folha miúda.